# Dick Fulmine
Dick Fulmine è un personaggio dei fumetti italiano creato dal disegnatore Carlo Cossio e sceneggiato da Vincenzo Baggioli. È considerata la più fortunata e celebre creazione del disegnatore.

## Storia editoriale
Il personaggio fu ideato, anche graficamente, dal disegnatore Carlo Cossio, mentre le sceneggiature erano del giornalista sportivo Vincenzo Baggioli; il personaggio compare su diverse collane pubblicate dal 1938 al 1955 pubblicate da diversi editori. Esordisce il 29 marzo 1938 nel secondo numero della collana Albi dell'Audacia della casa editrice Vittoria della quale vengono pubblicati 80 numeri divisi in due serie edite dal 22 marzo 1938 al 22 ottobre 1939; in questa collana alle storie del personaggio si alternano quelle di altri. Da settembre 1938 al marzo 1939 appare anche sul settimanale L'Audace e poi in appendice ai primi numeri della collana Albogiornale nell'aprile 1939.
Le storie del personaggio poi proseguirono nella collana Albogiornale a partire dal n° 36 del 29 ottobre 1939. Di questa nuova collana vennero pubblicati 171 numeri e, essendo il seguito della Collana Albi dell'Audacia, ne prosegue anche la numerazione iniziando le pubblicazioni con il n° 36 e pubblicando quasi esclusivamente storie del personaggio alternandole raramente con altre. I testi sono di Vincenzo Baggioli e Carlo Cossio, mentre i disegni sono di Carlo Cossio e Giuseppe Cappadonia. Alla chiusura della testata nel 1943, le storie del personaggio continuarono sulla serie Albi dell’Audacia Nuova Serie AVVENTURE pubblicata dalle Edizioni Juventus fino al 1947.
Nel 1945 l'Editrice Vulcania fa esordire la collana Fulmine, edita per 34 numeri divisi in due serie dal 1945 al 1946 la quale presenterà storie del personaggio alternate a quelli di altri. A questa l'editore farà seguire, dal 1946 al 1948, la collana Collezione Ariete, con testi di Cesare Solini, Andrea Lavezzolo e Gian Luigi Bonelli e disegni di Giovanni Sinchetto; la serie avrebbe dovuto essere composta da 59 numeri ma dopo il n° 58 le avventure del personaggio continuano in appendice agli albi di Bleck e Gionni.
Nel 1947 le storie del personaggio continueranno anche su una nuova serie degli Albi dell'Audacia edita dalla Cremona Nuova che verrà pubblicata per 45 numeri fino al 1949.  Alla chiusura della precedente collana Albi dell’Audacia, le Edizioni Ippocampo ne fanno esordiere una omonima dedicata al personaggio e che verrà pubblicata per 48 numeri fino al 1950; a questa ne seguirà un'altra, sempre omonima, pubblicata solo per due numeri nel 1950. Nel 1954 venne edita l'ultima collana dedicata al personaggio, Albi Dick Fulmine, pubblicata per 24 numeri dalla Casa Editrice Selene che chiuderà nel 1955 ponendo fine alla vita editoriale del personaggio anche se le storie verranno più volte ristampata in varie collane negli anni successivi.
Nel 1961 il personaggio verrà riproposto nella collana Amazzonia con testi di Giorgio Scudellari ma con una barba posticcia e rinominato Ursus, gladiatore moderno ma per solo due numeri.

## Genesi del personaggio
A dire del suo disegnatore, Dick Fulmine era ispirato a Gary Cooper per la parte superiore del viso e alla stessa mascella del creatore, per la parte inferiore. Rimane peraltro evidente anche il richiamo fisiognomico al pugile campione del mondo Primo Carnera, confermato dall'attitudine iperbolica al cazzotto facile e risolutivo. Il suo aspetto generale ne fa uno dei "portabandiera dell'eroismo della virilità" da proporre al popolo italiano. Tuttavia, nella mascella sporgente e volitiva ("mussoliniana") di Fulmine, personaggio "dichiaratamente fascista", è riconoscibile un riferimento fisiognomico all'iconografia popolare e propagandista del Duce. 
La sua creazione avviene in una temperie culturale che vedeva l'embargo delle creazioni fumettistiche provenienti da oltreoceano.

## Caratteristiche del personaggio
Dick Fulmine è un agente in borghese della polizia di Chicago, oriundo italiano, smargiasso e dal cazzotto pronto. I suoi antagonisti assecondano i pregiudizi razziali cari al fascismo italiano; combatte soprattutto contro personaggi connotati razzialmente, ebrei, neri, asiatici orientali, sudamericani, tratteggiati come esseri meschini, vigliacchi e traditori: il grosso e brutto nero Zambo, il "sordido ebreo Abramo Levi". Spesso l'intervento di Fulmine è finalizzato a difendere, dalle persecuzioni dei nemici, italiani e italiane in difficoltà, personaggi questi descritti sempre come fieri e onesti.
Con lo scoppio della seconda guerra mondiale, Dick Fulmine subirà una decisa evoluzione, per assecondare le mutate esigenze politiche: da investigatore smargiasso si trasformerà in un bellicoso soldato italiano. Nelle storie di questo periodo anche il nome di battesimo "Dick", di origine anglosassone, sarà abbandonato, preferendo chiamare l'eroe con il solo italianissimo cognome, "Fulmine".
Il poliziotto italoamericano Dick Fulmine ricorda il pugile Primo Carnera, campione mondiale di quegli anni e orgoglio nazionale italiano. Gli abiti usualmente indossati nelle prime serie delle avventure erano un maglione a girocollo giallo e dei pantaloni alla zuava. I suoi pugni risolutivi erano le sue armi esclusive e i suoi nemici, alcuni dei quali ricorrenti, erano sconfitti dalla sua forza inarrestabile. Tra gli avversari si ricordano il nero cubano Zambo, il mago e illusionista Flattavion, dotato anche di capacità ipnotiche e Maschera Bianca, fuorilegge armato di pistola a gas soporifero.
Quando la lotta contro gli avversari si faceva più accesa, prorompeva il suo famoso urlo di battaglia: